# Иоганн Георг Саксонский
Иоганн Георг Пий Карл Леопольд Мария Януарий Анаклет Саксонский (нем. Johann Georg Pius Karl Leopold Maria Januarius Anacletus von Sachsen; 10 июля 1869, Дрезден — 24 ноября 1938, Альтсхаузен) — принц Саксонский. Брат последнего короля Саксонии Фридриха Августа, признанный эксперт в области искусства и страстный коллекционер.

## Биография
Иоганн Георг — шестой из восьми детей и второй сын короля Саксонии Георга и его супруги Марии Анны Португальской. Принц вырос в Дрездене и получил строгое римско-католическое воспитание.
Поначалу образование принца было поручено частным учителям, в 1881 году Иоганн начал учиться военному делу. В 1889—1890 годах вместе с младшим братом Максимилианом Саксонским изучал государствоведение и право во Фрайбургском университете. Впоследствии перешёл в Лейпцигский университет, где слушал лекции по истории и искусствоведению. После учёбы сделал военную карьеру в саксонской армии, завершив её в звании генерала инфантерии. Являлся шефом 8-го пехотного полка. В 1893 году являлся представителем саксонского королевского дома в первой палате саксонского ландтага.
В апреле 1894 года Иоганн Георг женился в Штутгарте на 22-летней принцессе Марии Изабелле Вюртембергской (1871—1904), дочери герцога Филиппа Вюртембергского и эрцгерцогини Марии Терезы Австрийской. Мария Изабелла умерла в 1904 году в Дрездене.
В 1906 году Иоганн Георг женился в Каннах во второй раз на принцессе Марии Иммаколате Кристине Пии Изабелле Бурбон-Сицилийской (1874—1947), дочери графа Альфонсо Марии Казертского и принцессы Марии Антонии Сицилийской. В обоих браках детей не было. У Иоганна Георга был один внебрачный сын Иоганн Вильгельм (1927—1945).
Принц Иоганн Георг много путешествовал, интересовался культурным наследием посещаемых стран и пополнял свои коллекции. Он несколько раз побывал в России, объездил страны Средиземноморья, Малую Азию и Ближний Восток. Принц Иоганн Георг оставил обширный фотоархив и написал несколько книг, в том числе биографию дяди короля Альберта Саксонского.
Иоганн умер, находясь в гостях у родственников во дворце Альтсхаузен, и был похоронен в новой крипте католической придворной церкви в Дрездене.